# Люлин (горный массив)
Люлин — горный массив в Западной Болгарии, в нескольких километрах к западу от Софии. Самой высокой точкой является пик Дупевица (1256 метров). Перевал Бучино делит горы на две части: западную и восточную. Бонсови Поляни является привлекательным местом для туристов.

## Известность
В честь гор Люлин назван горный пик на острове Смоленск в группе южных Шетландских островов Антарктиды.

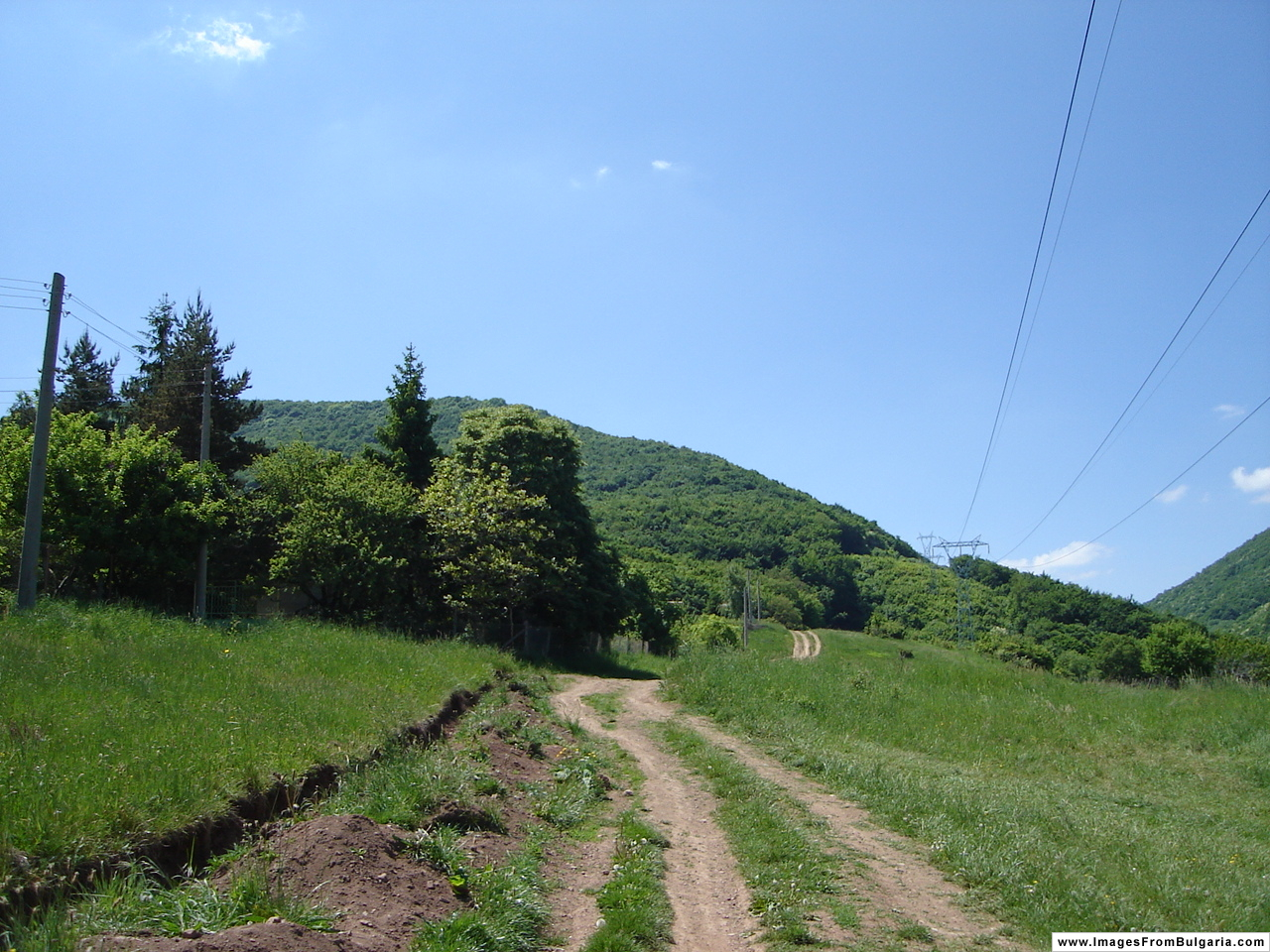
Люлин около Мало Бучино